# Michael Lambert (Snowboarder)
Michael Lambert (* 25. Juni 1986 in Toronto) ist ein ehemaliger kanadischer Snowboarder. Er startete in den Paralleldisziplinen und nahm an zwei Olympischen Winterspielen sowie vier Snowboard-Weltmeisterschaften teil.

## Werdegang
Lambert startete im Januar 2002 im Mont Sainte-Anne erstmals im Nor-Am-Cup und errang dabei den 38. Platz im Parallel-Riesenslalom. Bei den Juniorenweltmeisterschaften 2005 in Zermatt kam er auf den 55. Platz im Big Air und auf den vierten Rang im Parallel-Riesenslalom. Sein Debüt im Snowboard-Weltcup gab er zu Beginn der Saison 2005/06 im Le Relais, wo er die Plätze 41 und 40 im Parallel-Riesenslalom errang. Im weiteren Saisonverlauf holte er im Parallelslalom im Mount St. Louis Moonstone seinen ersten Sieg im Nor-Am-Cup und fuhr damit auf den siebten Platz in der Parallelwertung. Bei den Juniorenweltmeisterschaften 2006 im Vivaldi Park gewann er die Silbermedaille im Parallel-Riesenslalom. In der Saison 2006/07 erreichte er mit Platz fünf im Parallelslalom in Schukolowo seine erste Top-Zehn-Platzierung im Weltcup und belegte bei den Snowboard-Weltmeisterschaften 2007 in Arosa den 44. Platz im Parallel-Riesenslalom sowie den 24. Rang im Parallelslalom. Bei den Snowboard-Weltmeisterschaften im Januar 2009 in Gangwon kam er auf den 35. Platz im Parallelslalom und auf den achten Rang im Parallel-Riesenslalom. Seine beste Saison absolvierte er 2009/10. Nach Platz 12 im Parallelslalom in Landgraaf, erreichte er in Telluride mit Platz zwei im Parallel-Riesenslalom seine erste Podestplatzierung im Weltcup. Im weiteren Saisonverlauf holte er im Parallel-Riesenslalom in Nendaz seinen einzigen Weltcupsieg und wurde damit Neunter im Gesamtweltcup sowie Fünfter im Parallel-Weltcup. Zudem siegte er beim Europacup in Nendaz sowie beim Nor-Am-Cup am Mount Bachelor und errang damit den sechsten Platz in der Parallelwertung des Nor-Am-Cups. Beim Saisonhöhepunkt, den Olympischen Winterspielen 2010 in Vancouver wurde er Zwölfter im Parallel-Riesenslalom. Im folgenden Jahr belegte er bei den Weltmeisterschaften in La Molina den 30. Platz im Parallel-Riesenslalom und den 12. Rang im Parallelslalom. In der Saison 2011/12 errang er mit je einem ersten, zweiten sowie dritten Platz, den sechsten Platz in der Parallelwertung des Nor-Am-Cups. Bei den Snowboard-Weltmeisterschaften 2013 in Stoneham kam er auf den 32. Platz im Parallel-Riesenslalom und auf den 18 Rang im Parallelslalom. In seiner letzten aktiven Saison 2013/14 absolvierte er in Rogla seinen 67. und damit letzten Weltcup, welchen er auf dem 39. Platz im Parallel-Riesenslalom beendete und belegte bei den Olympischen Winterspielen 2014 in Sotschi den 27. Platz im Parallel-Riesenslalom sowie den 16. Rang im Parallelslalom.

## Teilnahmen an Weltmeisterschaften und Olympischen Winterspielen

### Olympische Winterspiele
- 2010 Vancouver: 12. Platz Parallel-Riesenslalom
- 2014 Sotschi: 16. Platz Parallelslalom, 27. Platz Parallel-Riesenslalom

### Snowboard-Weltmeisterschaften
- 2007 Arosa: 24. Platz Parallelslalom, 44. Platz Parallel-Riesenslalom
- 2009 Gangwon: 8. Platz Parallel-Riesenslalom, 35. Platz Parallelslalom
- 2011 La Molina: 12. Platz Parallelslalom, 30. Platz Parallel-Riesenslalom
- 2013 Stoneham: 18. Platz Parallelslalom, 32. Platz Parallel-Riesenslalom

## Weltcupsiege und Weltcup-Gesamtplatzierungen

### Weltcupsiege
| Nr. | Datum           | Ort    | Disziplin             |
| --- | --------------- | ------ | --------------------- |
| 1.  | 17. Januar 2010 | Nendaz | Parallel-Riesenslalom |

### Weltcup-Gesamtplatzierungen
| Saison  | Gesamt | Gesamt | Parallel | Parallel | Parallel-Riesenslalom | Parallel-Riesenslalom | Parallelslalom | Parallelslalom |
| Saison  | Punkte | Platz  | Punkte   | Platz    | Punkte                | Platz                 | Punkte         | Platz          |
| ------- | ------ | ------ | -------- | -------- | --------------------- | --------------------- | -------------- | -------------- |
| 2005/06 | 37     | 287.   | 37       | 73.      | -                     | -                     | -              | -              |
| 2006/07 | 1089   | 60.    | 1089     | 26.      | -                     | -                     | -              | -              |
| 2007/08 | 648    | 127.   | 648      | 30.      | -                     | -                     | -              | -              |
| 2008/09 | 970    | 83.    | 970      | 25.      | -                     | -                     | -              | -              |
| 2009/10 | 3200   | 9.     | 3200     | 5.       | -                     | -                     | -              | -              |
| 2010/11 | -      | -      | 316      | 38.      | -                     | -                     | -              | -              |
| 2011/12 | -      | -      | 416      | 36.      | -                     | -                     | -              | -              |
| 2012/13 | -      | -      | 480      | 30.      | 288                   | 27.                   | 227            | 30.            |
| 2013/14 | -      | -      | 236      | 38.      | 69                    | 39.                   | 167            | 31.            |